# Grundy Lake Provincial Park
Grundy Lake Provincial Park är en park i Kanada.   Den ligger i provinsen Ontario, i den sydöstra delen av landet, 400 km väster om huvudstaden Ottawa. Grundy Lake Provincial Park ligger 191 meter över havet. Den ligger vid sjöarna  Gurd Lake och Pakeshkag Lake.
Terrängen runt Grundy Lake Provincial Park är mycket platt. Trakten runt Grundy Lake Provincial Park är nära nog obefolkad, med mindre än två invånare per kvadratkilometer.. 
I omgivningarna runt Grundy Lake Provincial Park växer i huvudsak blandskog.